# Allée des Sabotiers
L'allée des Sabotiers est une voie de circulation des jardins de Versailles, en France.

## Description
L'allée des Sabotiers débute au sud-ouest sur l'allée de Choisy et se termine environ 450 m au nord-est sur le grand Canal de Versailles.